# Bourse suprapatellaire
La bourse suprapatellaire est une bourse synoviale du membre inférieur située au niveau du genou.

## Description
La bourse suprapatellaire est située entre le tendon du muscle quadriceps fémoral et la face antérieure de l'extrémité distale du fémur.